# Naturhistoriska riksmuseet
Naturhistoriska riksmuseet – muzeum historii naturalnej znajdujące się w Sztokholmie. Zostało otwarte w 1916 roku.

## Historia
Muzeum powstało w XIX wieku pod nadzorem Królewskiej Szwedzkiej Akademii Nauk i pełniło wtedy funkcję instytucji.
W 1901 r. rozpoczęto prace nad budową nowego budynku, w którym muzeum znajduje się obecnie. Prace trwały od 1907 do 1916 roku. Został zaprojektowany w taki sposób, aby były możliwe dalsze rozbudowy.
W latach 1990–2003 muzeum zostało rozbudowane. Wschodnie skrzydło zostało powiększone oraz zmodernizowane. Utworzono w nim nowe wejście oraz kasy biletowe. Znalazła się tam również sala kinowa oraz nowe wystawy.

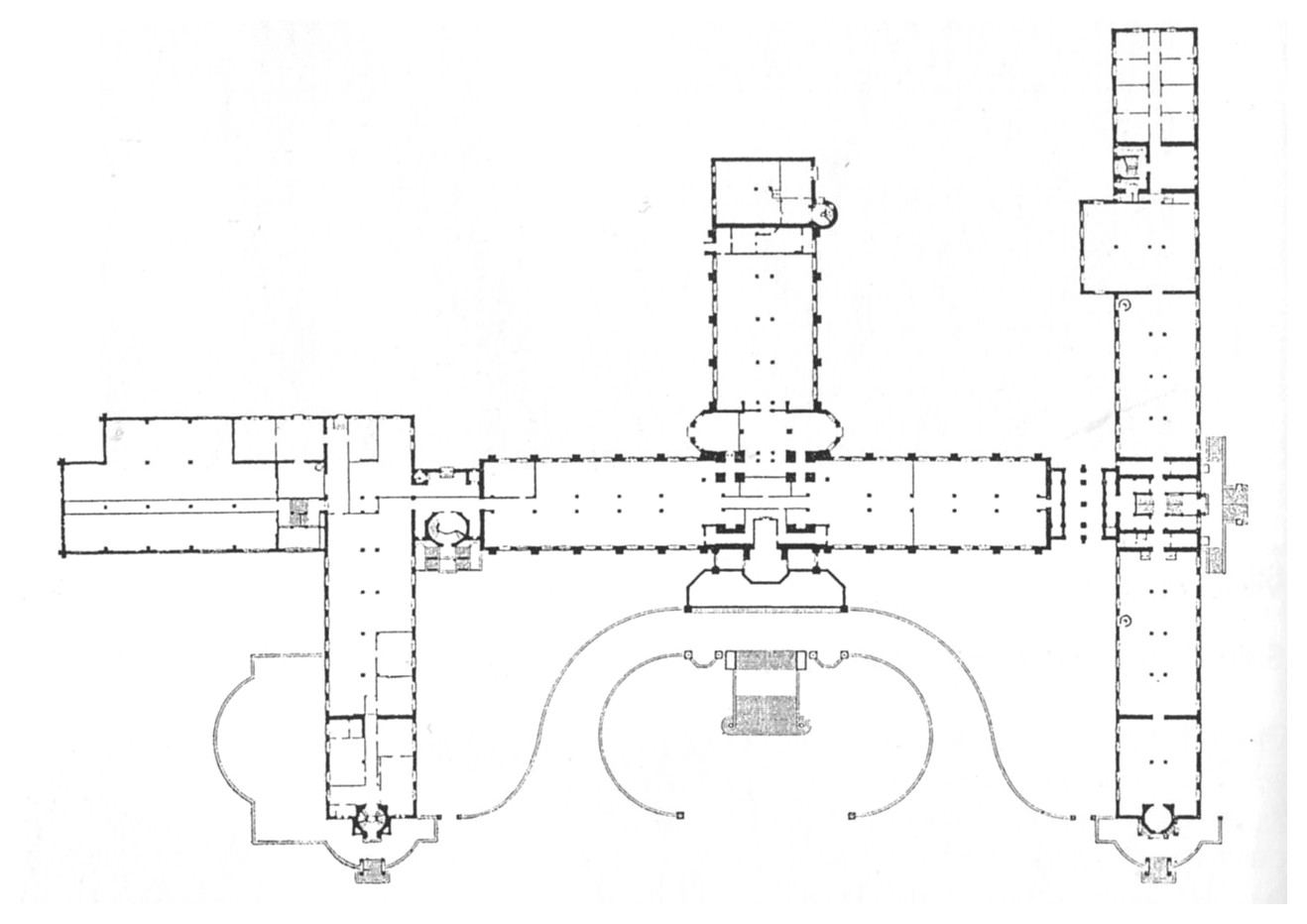
plan muzeum
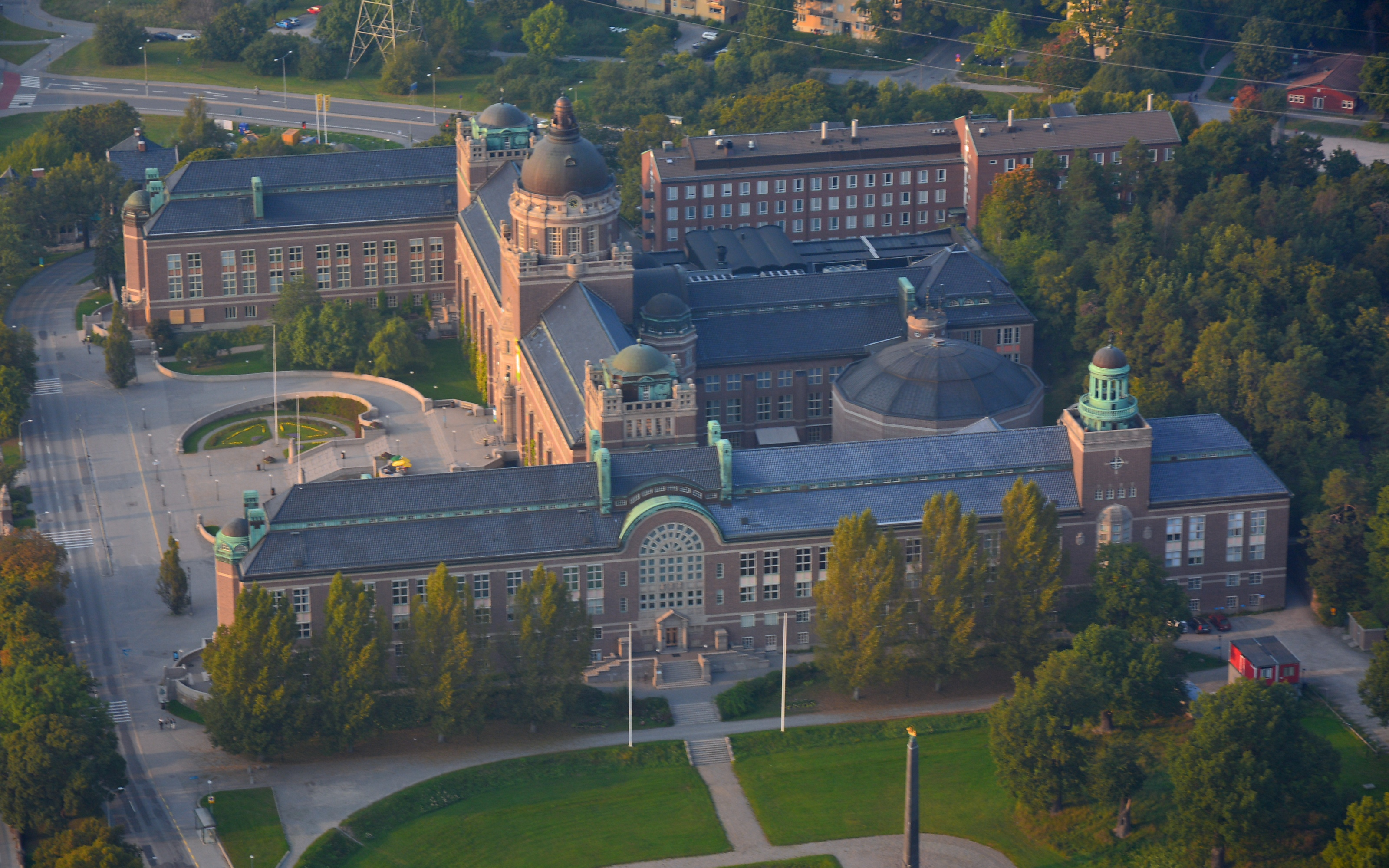
widok z „lotu ptaka”
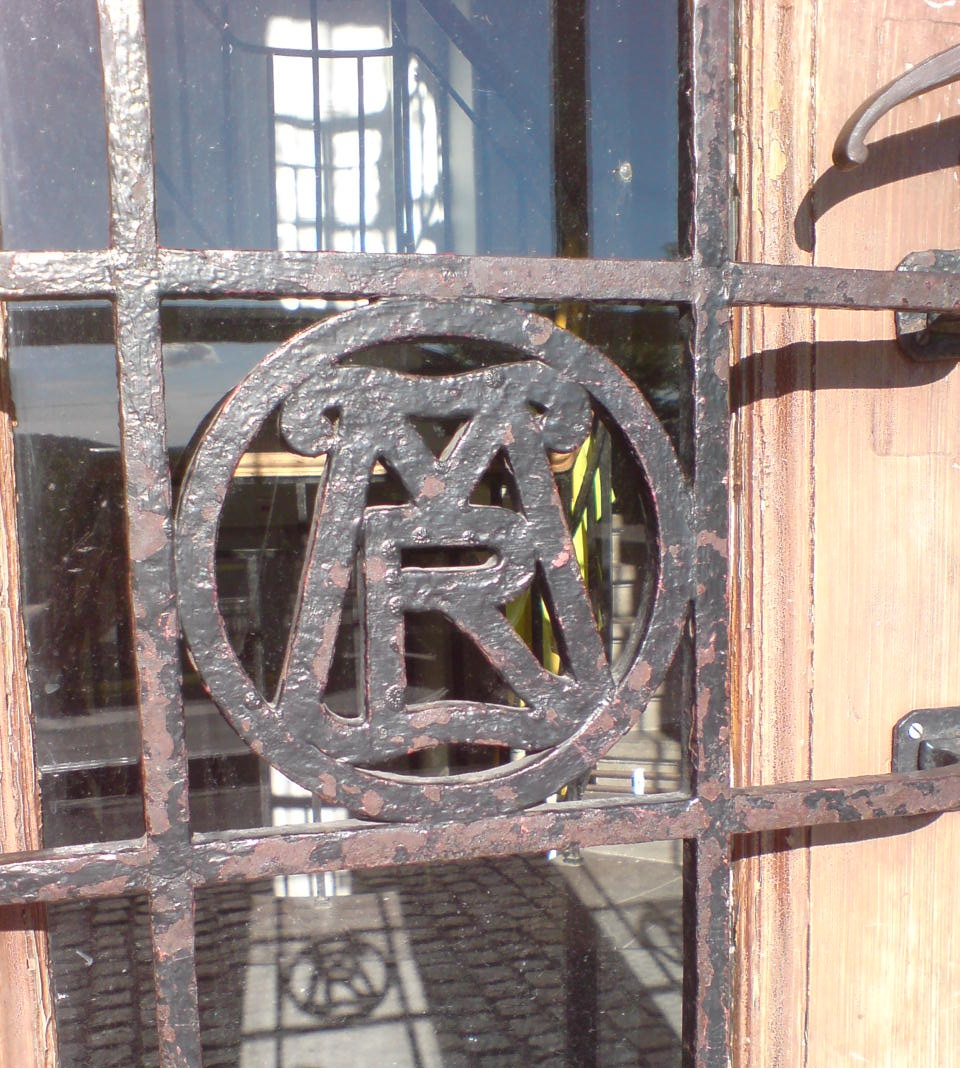
monogram
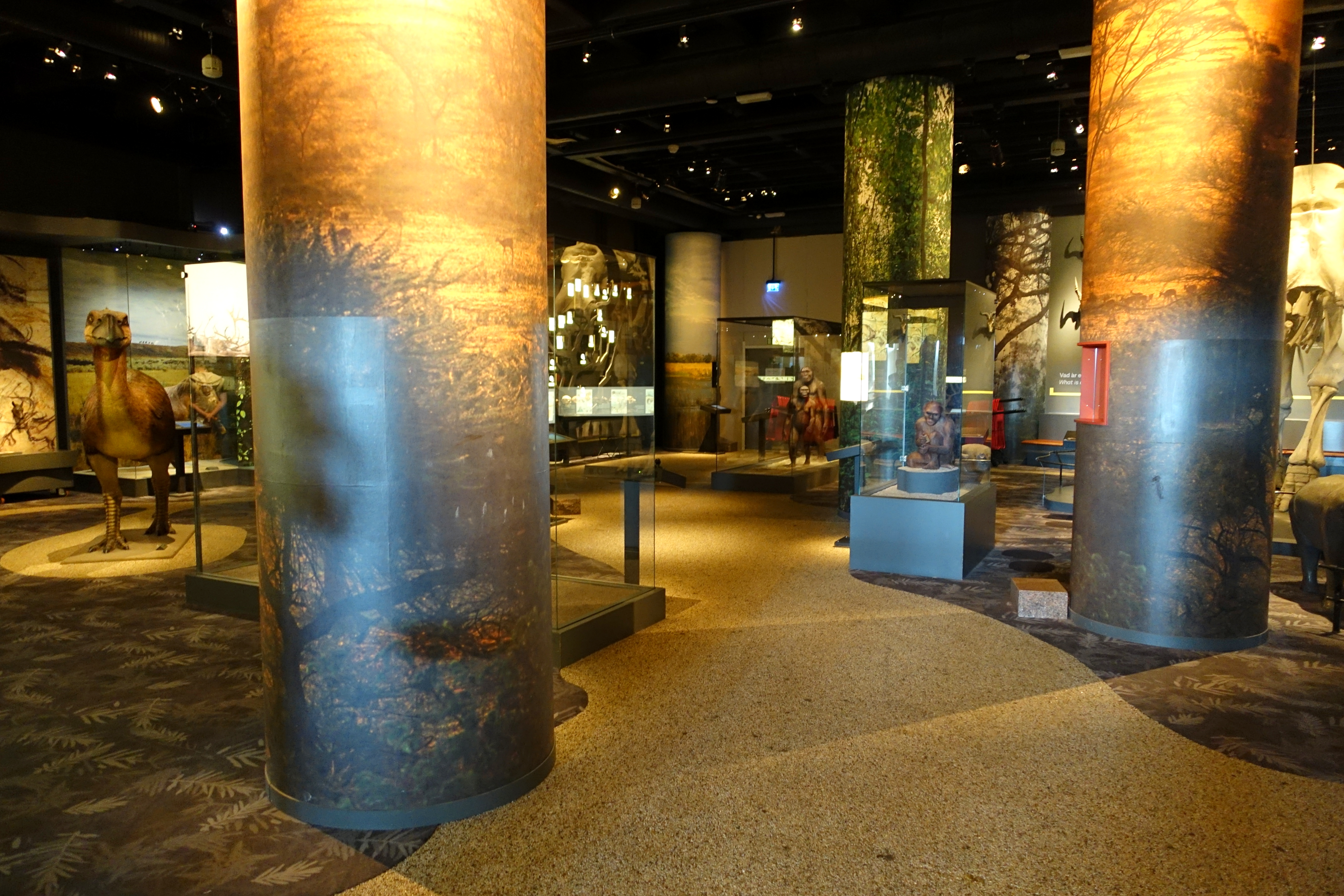
wnętrze muzeum

## Działalność
Do 1965 roku muzeum było pod kontrolą Królewskiej Szwedzkiej Akademii Nauk.
Każdego roku, przez ostatnich kilka lat, naukowcy pracujący w muzeum tworzą około 200 publikacji naukowych oraz odkrywają 100 nowych gatunków. Muzeum ma powierzchnie 760 m² i znajdują się w nim wystawy dotyczące wszechświata, roślin, zwierząt oraz Ziemi.